# Juan Francisco Castro (futbolista)
Juan Francisco Castro (San Miguel de Tucumán, Tucumán, 22 de enero de 1952), popularmente conocido como el Kila Castro, es un exfutbolista argentino, que jugaba de volante por la derecha. Se destacó en Atlético Tucumán en la década del '70.

## Trayectoria

### Central Norte
Se inició futbolísticamente en Central Norte de Tucumán a fines de la década del 60. El 26 de agosto de 1973 se enfrentan en cancha de Central Norte, el local contra Atlético Tucumán, el kila que vestía la camiseta cuerva termina de convencer a don Manuel Giúdice, técnico decano, con una gran actuación, marcando el gol del empate en dos tantos a los 42 minutos del segundo tiempo con una definición exquisita. En 1982 retornó a Central Norte, donde finalizaría su carrera en 1984.

### Atlético Tucumán
A principios de 1973 es adquirido por El deca, arrancando como titular en el Campeonato Nacional de ese año. Su brillante perfomance llama la atención del entrenador de la selección argentina y es citado por César Luis Menotti a participar del seleccionado argentino del interior, junto a otros tres compañeros de equipo, entre ellos Ricardo Julio Villa.Castro fue parte fundamental de las grandes actuaciones de Atlético, en los Campeonatos Nacionales, destacándose los de 1975 y 1979. Fue campeón de la Liga Tucumana en 5 oportunidades.

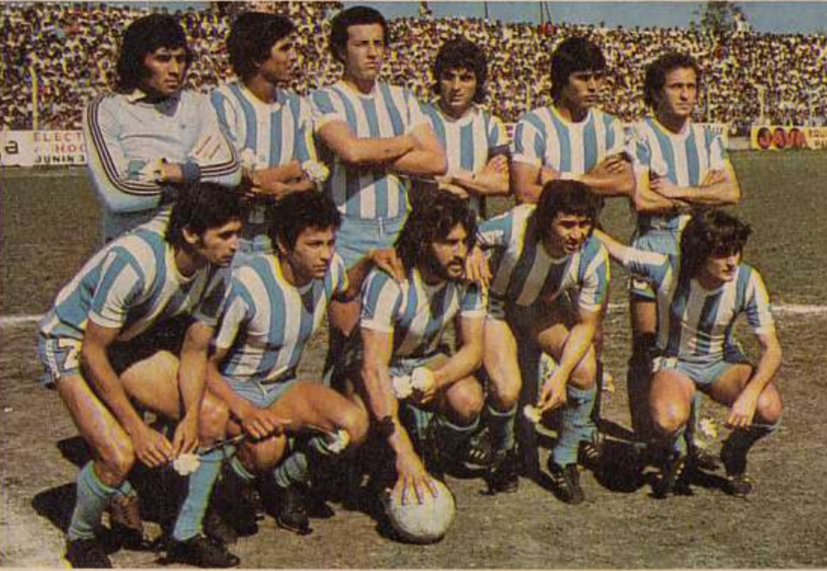
Formación de Atlético Tucumán en 1975.

El ídolo decano, es el quinto máximo goleador de Atlético Tucumán, con 119 goles en 300 partidos. Completa el top 5 de goleadores por detrás de Santiago Michal, Pulga Rodríguez, Raúl Villalba y Donato Penella.

## Palmarés
| Título        | Equipo           | País      | Año  |
| ------------- | ---------------- | --------- | ---- |
| Liga Tucumana | Atlético Tucumán | Argentina | 1973 |
| Liga Tucumana | Atlético Tucumán | Argentina | 1975 |
| Liga Tucumana | Atlético Tucumán | Argentina | 1977 |
| Liga Tucumana | Atlético Tucumán | Argentina | 1978 |
| Liga Tucumana | Atlético Tucumán | Argentina | 1979 |